# Paul Campbell
Paul Campbell, född 22 juni 1979 i Vancouver, är en kanadensisk skådespelare. Campbell har bland annat medverkat i Supernatural , Knight Rider, Battlestar Galactica, Andromeda, The Dead Zone och Once Upon a Holiday.